# Rhabanus van Helmstatt
Rhabanus van Helmstatt (ca. 1362 - 4 november 1439) was een Duits bisschop, die ook kandidaat is geweest voor de Utrechtse bisschopszetel.
Rhabanus was in 1396 tot bisschop van Spiers gekozen. Van 1400 tot 1410 was hij bovendien kanselier van koning Ruprecht.
Toen de Utrechtse bisschopszetel vacant was na de dood van Frederik van Blankenheim ontbrandde er een opvolgingsstrijd waarin Rhabanus betrokken raakte. De Utrechtse kapittels kozen Rudolf van Diepholt als nieuwe bisschop, maar paus Martinus V weigerde zijn verkiezing te aanvaarden en benoemde op 7 juni 1424 zijn vertrouweling Rhabanus tot nieuwe bisschop. Deze voelde er blijkbaar niets voor zich in het Utrechtse wespennest te storten en trok zich al spoedig terug. In 1430 werd hij gepromoveerd tot aartsbisschop van Trier.
Zie ook Lijst van bisschoppen van Utrecht
- Gemeinsame Normdatei: 138081964
- Virtual International Authority File: 88148071
- WorldCat: E39PBJmTrgPKwGd6VDPPT6JMT3